# Upplands runinskrifter 1089
Runinskrift U 1089  är en runsten som står i Marsta på en liten äng vid den norra vägkanten av Länsväg C 633 mellan Svista och Forkarby, ca 500 m väster om korsningen med den gamla E4:an. En bit av stenens vänstra sida är bortslagen. Runslingan som följer stenens form är en runorm med tre stora öglor med ett kors i den översta öglan. Inskriften börjar vid rundjurets huvud.

## Inskriften
En del av inskriften lär har funnits på den felande biten.

### Inskriften i runor
ᚢᛁᚼᛁ᛫ᛚᛁᛏᚱᛅᛁᛋᛅᛋᛏᛅᛁᚾᛂᚠᛏᛁᛦ᛫ᛁᚾᚴᛁᛅᛚᛏ᛫ᚠᛅᚦᚢᚱ᛫ᛋᛁᚾᛁᚢᚠᚢᚱᚠᛅᛋ

### Inskriften i translitterering
uihi ' lit raisa stain eftiR inkialt ' faþur ' sin iufurfas[t ']

### Inskriften i normalisering
Vigi let ræisa stæin æftiR Ingiald, faður sinn. Iofurfast.

### Inskriften i översättning
"Vige lät resa stenen efter Ingjald, sin fader. Jovurfast..."

## Historia
Stenen står förmodligen på sin ursprungliga plats vid sidan av den gamla sockenvägen.
Runristaren har inte signerat stenen eller signaturen har funnits på den avslagna biten av stenens västra sida. Det antas att stenen ristades av Öpir, som har varit mycket produktiv i Uppland under den senare hälften av 1000-talet.

### Fotnoter
1. ↑  Unicode stöd för runor behövs i din webbläsare